# Ковбасюк Андрій Микитович
Андрій Микитович Ковбасюк (нар. 14 грудня 1903, село Поліампіль Подільської губернії, тепер село Долинівка Голованівського району Кіровоградської області — 23 липня 1963, місто Київ) — український радянський державний діяч, голова Кам'янець-Подільського облвиконкому. Депутат Верховної Ради СРСР 2-го скликання.

## Біографія
Народився в родині селянина-бідняка. З листопада 1925 року служив у Червоній армії. У 1927—1928 роках — на комсомольській роботі.
Член ВКП(б) з 1927 року.
Навчався в Харківському агроекономічному інституті. Працював на керівній роботі в машинно-тракторних станціях.
До 1938 року — директор Орининської машинно-тракторної станції Кам'янець-Подільської області.
У 1938—1939 роках — 1-й секретар Ярмолинецького районного комітету КП(б)У Кам'янець-Подільської області.
У 1939 — січні 1940 року — голова Організаційного комітету Президії Верховної Ради Української РСР по Кам'янець-Подільській області. У січні 1940 — червні 1941 року — голова виконавчого комітету Кам'янець-Подільської обласної ради депутатів трудящих.
Учасник німецько-радянської війни. У 1941—1943 роках — уповноважений Військових рад Південного, Південно-Західного і Закавказького фронтів.
У 1944 — січні 1948 року — голова виконавчого комітету Кам'янець-Подільської обласної ради депутатів трудящих.
У 1948—1950 роках — директор радгоспу Васильківського району Дніпропетровської області. З 1950 року — голова виконавчого комітету Васильківської районної ради депутатів трудящих Дніпропетровської області.
Потім — персональний пенсіонер у Києві.

## Нагороди
- орден Леніна (7.02.1939)
- ордени
- медаль «За оборону Кавказу»
- медаль «За оборону Сталінграда»
- медаль «За перемогу над Німеччиною у Великій Вітчизняній війні 1941—1945 рр.»
- медалі